# Комплекс вимірювальний
Комплекс вимірювальний (рос. комплекс измерительный, англ. measuring complex) – набір вимірювальних приладів автоматичної дії з самописцями або іншими реєструвальними пристроями, об'єднаних у єдиний агрегат для одночасного виконання вимірювань декількох параметрів. 

## Приклад
Вимірювальними комплексами є, наприклад, апаратура станції СІ, що виконує знімання профілю провідників і запис ширини колії провідників у вертикальних шахтних стволах; колієвимірювальний комплекс ПКШ, що виконує запис поздовжнього профілю колії, ширини колії й перевищення рейки над рейкою (див. рис.).

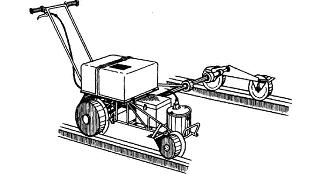
Рейкоконтрольний комплекс ПКШ-2